# Liturgi
Liturgien er den rituelle forskrift, efter hvilken gudstjenester i kristne kirker foregår. Ordet kommer af det oldgræske λειτουργία (leiturgia), som dækkede over rige borgeres ydelser til staten, f.eks. ved at betale for opførelsen af skuespil. I det Nye Testamente har ordet imidlertid skiftet betydning til gudstjeneste.

## Eksempel på elementer, der kan indgå i liturgien
- Bønner
- Dåb
- Hymner eller Salmer
- Læsninger fra Bibelen, som følger kirkeårets gang
- Nadver
- Prædiken
- Sakramenter